# Platysepalum hirsutum
Platysepalum hirsutum är en ärtväxtart som först beskrevs av Stephen Troyte Dunn, och fick sitt nu gällande namn av Frank Nigel Hepper. Platysepalum hirsutum ingår i släktet Platysepalum och familjen ärtväxter. Inga underarter finns listade i Catalogue of Life.